# Terriera longissima
Terriera longissima är en svampart som beskrevs av P.R. Johnst. 2001. Terriera longissima ingår i släktet Terriera och familjen Rhytismataceae.   Inga underarter finns listade i Catalogue of Life.